# 日本左衛門
日本 左衛門（にっぽん ざえもん、享保4年（1719年） - 延享4年3月11日（1747年4月20日））は、江戸時代中期の浪人の異名。本名は濱島 庄兵衛と言い、諸国を荒らした盗賊（強盗団）の一味で、後に自首して獄門となった。歌舞伎の白波五人男の一人である日本駄右衛門のモデル。

## 概要
尾張藩の七里役の子として生まれる。若い頃から放蕩を繰り返し、やがて200名ほどの盗賊団の頭目となって遠江国を本拠とし、東海道沿いの諸国を荒らしまわったとされる。
延享3年（1746年）9月、被害にあった駿河の庄屋が江戸北町奉行能勢頼一に訴訟し、老中堀田正亮の命により幕府から火付盗賊改方頭の徳山秀栄が派遣される。これにより盗賊団の幹部数名が捕縛されたが、日本左衛門は逃亡した。日本左衛門は伊勢国古市などで自分の手配書が出回っているという噂を聞き遠国への逃亡を図るも、安芸国宮島で自分の手配書を目にし逃げ切れないと観念。
延享4年（1747年）1月7日に京都にて京都町奉行永井丹波守尚方（あるいは大坂にて大坂町奉行牧野信貞）に自首し、江戸に送られ、北町奉行能勢頼一によって小伝馬町の牢に繋がれた。刑罰は市中引き回しの上、獄門であり、同牢獄にて3月11日（14日とも）に徒党の中村左膳ら6名と共に処刑され、首は遠江国見附に晒された。なお、処刑の場所は遠州鈴ヶ森（三本松）刑場とも江戸伝馬町刑場とも言われる。享年29。
徒党を組んで美濃・尾張・三河・遠江・駿河・伊豆・近江・伊勢の八カ国で犯行（主に押し込み強盗）を重ね、諸説あるが、確認されている被害は14件・2622両、あるいは14件・2627両余りと記す史料もある。
その容貌については、175cmほどの当時としては長身の精悍な美丈夫で、鼻筋が通って色白で、顔に5cmほどもある切り傷があり、常に首を右に傾ける癖があったと伝わっている。肥前平戸藩主松浦静山の随筆「甲子夜話」にも、日本左衛門の話が収録されている。後に歌舞伎・青砥稿花紅彩画で義賊「日本駄右衛門」として脚色されたほか、白浪物などで様々に取り上げられたため、その人物像、評価については輪郭が定かではない。

## 関連史跡
現在に残る日本左衛門の史跡として、東京都墨田区・徳之山稲荷神社に日本左衛門首洗い井戸の碑があり、ほかにも遠州見附・見性寺に墓があり、遠州金谷宿・宅円庵には首塚がある。
首塚には斬首の後に晒された首を日本左衛門の愛人が盗み出し、宅円庵で弔ったと言う言い伝えがある。首塚の脇にはその旨が記された看板がある。

## その他
- 随筆『耳嚢』巻之一によると、日本左衛門の処刑後、その子分の1人である山伏の逃亡話が記述されており、棒術を用い、相当な手だれであったが、機知を働かせた大阪の町同心によって捕縛されたとある。
- 領内を荒され、しかも捕縛できなかった遠江国掛川藩主小笠原長恭は、奥州棚倉へ転封となった。棚倉は懲罰的転封先として知られている。また、相良藩主本多忠如も「盗賊取り締まり等閑」の咎で奥州泉藩へ転封となった。